# Foucart
Foucart – miejscowość i gmina we Francji, w regionie Normandia, w departamencie Sekwana Nadmorska.
Według danych na rok 1990 gminę zamieszkiwało 306 osób, a gęstość zaludnienia wynosiła 71 osób/km² (wśród 1421 gmin Górnej Normandii. Foucart plasuje się na 607. miejscu pod względem liczby ludności, natomiast pod względem powierzchni na miejscu 743.